# Ciclismo nos Jogos Pan-Americanos de 2019 - Omnium masculino
A competição do omnium masculino foi um dos eventos do ciclismo nos Jogos Pan-Americanos de 2019, em Lima. Foi disputada no Velódromo de la Villa Deportiva Nacional no dia 1 de agosto.

## Calendário
Horário local (UTC-5).
| Data        | Horário | Fase                  |
| ----------- | ------- | --------------------- |
| 1 de agosto | 12:08   | Scratch               |
| 1 de agosto | 13:00   | Corrida por tempo     |
| 1 de agosto | 18:05   | Corrida de eliminação |
| 1 de agosto | 19:27   | Corrida por pontos    |
| 1 de agosto | 19:27   | Resultado final       |

## Medalhistas
| Ouro   | USA Daniel Holloway |
| Prata  | MEX Ignacio Prado   |
| Bronze | CHI Felipe Peñaloza |

## Resultados

### Scratch
Foi percorrido um percurso de 10.000 metros.
| Colocação | Ciclista          | Nacionalidade            | Voltas atrás | Notas |
| --------- | ----------------- | ------------------------ | ------------ | ----- |
| 1         | Ignacio Prado     | MEX México               |              |       |
| 2         | Felipe Peñaloza   | CHI Chile                | -1           |       |
| 3         | Daniel Holloway   | USA Estados Unidos       | -1           |       |
| 4         | Juan Carvajal     | COL Colômbia             | -1           |       |
| 5         | Tomas Contte      | ARG Argentina            | -1           |       |
| 6         | Yans Carlos Pérez | CUB Cuba                 | -1           |       |
| 7         | Alonso Zuñiga     | PER Peru                 | -1           |       |
| 8         | Ángel Araújo      | VEN Venezuela            | -1           |       |
| 9         | Akil Campbell     | TTO Trinidad e Tobago    | -1           |       |
| 10        | Dorian Monterroso | GUA Guatemala            | -1           |       |
| 11        | Carlos Quishpe    | ECU Equador              | -1           |       |
| 12        | Hillard Cijntje   | ARU Aruba                | -1           |       |
| 13        | Pablo Zunino      | URU Uruguai              | -1           |       |
| 14        | Junior Aguilera   | DOM República Dominicana | -2           |       |

### Corrida por tempo
Foi percorrido um percurso de 10.000 metros.
| Colocação | Ciclista          | Nacionalidade            | Tempo | Notas |
| --------- | ----------------- | ------------------------ | ----- | ----- |
| 1         | Daniel Holloway   | USA Estados Unidos       |       |       |
| 2         | Felipe Peñaloza   | CHI Chile                |       |       |
| 3         | Juan Carvajal     | COL Colômbia             |       |       |
| 4         | Ángel Araújo      | VEN Venezuela            |       |       |
| 5         | Ignacio Prado     | MEX México               |       |       |
| 6         | Akil Campbell     | TTO Trinidad e Tobago    |       |       |
| 7         | Alonso Zuñiga     | PER Peru                 |       |       |
| 8         | Carlos Quishpe    | ECU Equador              |       |       |
| 9         | Yans Carlos Pérez | CUB Cuba                 |       |       |
| 10        | Tomas Contte      | ARG Argentina            |       |       |
| 11        | Dorian Monterroso | GUA Guatemala            |       |       |
| 12        | Pablo Zunino      | URU Uruguai              |       |       |
| 13        | Junior Aguilera   | DOM República Dominicana |       |       |
| 14        | Hillard Cijntje   | ARU Aruba                |       |       |

### Corrida de eliminação
| Colocação | Ciclista          | Nacionalidade            | Notas |
| --------- | ----------------- | ------------------------ | ----- |
| 1         | Felipe Peñaloza   | CHI Chile                |       |
| 2         | Daniel Holloway   | USA Estados Unidos       |       |
| 3         | Ignacio Prado     | MEX México               |       |
| 4         | Juan Carvajal     | COL Colômbia             |       |
| 5         | Alonso Zuñiga     | PER Peru                 |       |
| 6         | Tomas Contte      | ARG Argentina            |       |
| 7         | Yans Carlos Pérez | CUB Cuba                 |       |
| 8         | Carlos Quishpe    | ECU Equador              |       |
| 9         | Akil Campbell     | TTO Trinidad e Tobago    |       |
| 10        | Hillard Cijntje   | ARU Aruba                |       |
| 11        | Ángel Araújo      | VEN Venezuela            |       |
| 12        | Dorian Monterroso | GUA Guatemala            |       |
| 13        | Pablo Zunino      | URU Uruguai              |       |
| 14        | Junior Aguilera   | DOM República Dominicana |       |

### Corrida por pontos
Foi percorrido um percurso de 25.000 metros.
| Colocação | Ciclista          | Nacionalidade            | Points | Notes |
| --------- | ----------------- | ------------------------ | ------ | ----- |
| 1         | Daniel Holloway   | USA Estados Unidos       | 67     |       |
| 2         | Ignacio Prado     | MEX México               | 60     |       |
| 3         | Felipe Peñaloza   | CHI Chile                | 50     |       |
| 4         | Alonso Zuñiga     | PER Peru                 | 33     |       |
| 5         | Juan Carvajal     | COL Colômbia             | 29     |       |
| 6         | Ángel Araújo      | VEN Venezuela            | 20     |       |
| 7         | Akil Campbell     | TTO Trinidad e Tobago    | 20     |       |
| 8         | Dorian Monterroso | GUA Guatemala            | 9      |       |
| 9         | Carlos Quishpe    | ECU Equador              | 5      |       |
| 10        | Tomas Contte      | ARG Argentina            | 3      |       |
| 11        | Yans Carlos Pérez | CUB Cuba                 | 3      |       |
|           | Hillard Cijntje   | ARU Aruba                | DNF    |       |
|           | Pablo Zunino      | URU Uruguai              | DNF    |       |
|           | Junior Aguilera   | DOM República Dominicana | DNF    |       |

### Resultado final
| Colocação         | Ciclista          | Nacionalidade            | Scratch | C.T. | C.E | C.P | Total de pontos | Notas |
| ----------------- | ----------------- | ------------------------ | ------- | ---- | --- | --- | --------------- | ----- |
| Medalha de ouro   | Daniel Holloway   | USA Estados Unidos       | 36      | 40   | 38  | 67  | 181             |       |
| Medalha de prata  | Ignacio Prado     | MEX México               | 40      | 32   | 36  | 60  | 168             |       |
| Medalha de bronze | Felipe Peñaloza   | CHI Chile                | 38      | 38   | 40  | 50  | 166             |       |
| 4                 | Juan Carvajal     | COL Colômbia             | 34      | 36   | 34  | 29  | 133             |       |
| 5                 | Alonso Zuñiga     | PER Peru                 | 28      | 28   | 32  | 33  | 121             |       |
| 6                 | Ángel Araújo      | VEN Venezuela            | 26      | 34   | 20  | 20  | 100             |       |
| 7                 | Akil Campbell     | TTO Trinidad e Tobago    | 24      | 30   | 24  | 20  | 98              |       |
| 8                 | Tomas Contte      | ARG Argentina            | 32      | 22   | 30  | 3   | 87              |       |
| 9                 | Yans Carlos Pérez | CUB Cuba                 | 30      | 24   | 28  | 3   | 85              |       |
| 10                | Carlos Quishpe    | ECU Equador              | 20      | 26   | 26  | 5   | 77              |       |
| 11                | Dorian Monterroso | GUA Guatemala            | 22      | 20   | 18  | 9   | 69              |       |
| 12                | Junior Aguilera   | DOM República Dominicana | 14      | 16   | 14  | 2   | 46              |       |
| 13                | Hillard Cijntje   | ARU Aruba                | 18      | 14   | 22  | -40 | 14              |       |
| 14                | Pablo Zunino      | URU Uruguai              | 16      | 18   | 16  | -60 | -10             |       |

Legenda
| Recorde mundial                  | Recorde mundial (World record)               |                       | Recorde africano                      | Recorde africano (African) |                                           | Q | Classificado por posição (Qualified) |
| Recorde dos Jogos Pan-Americanos | Recorde pan-americano (Pan-American record)  | Recorde da América    | Recorde da América (Americas)         | q                          | Classificado por melhor tempo (Qualified) |   |                                      |
| Melhor marca do ano              | Melhor marca do ano (World leading)          | Recorde asiático      | Recorde asiático (Asian)              | DNS                        | Não largou (Did not start)                |   |                                      |
| Recorde nacional                 | Recorde nacional (National record)           | Recorde europeu       | Recorde europeu (European)            | DNF                        | Não terminou (Did not finish)             |   |                                      |
| Recorde pessoal                  | Recorde pessoal do atleta (Personal best)    | Recorde da Oceania    | Recorde da Oceania (Oceania)          | DSQ / DQ                   | Desclassificado (Disqualified)            |   |                                      |
| Recorde da temporada             | Recorde da temporada do atleta (Season best) | Recorde sul-americano | Recorde sul-americano (South America) | NM                         | Sem marca (No mark)                       |   |                                      |